# قاموس أناندراج
قاموس أناندراج هو أحد القواميس الفارسية التي كتبت في أوائل القرن الرابع عشر (القمري) في الهند، وهو أحد القواميس الفارسية الأكثر اكتمالاً ومنهجية في عصره.

## المحتوى

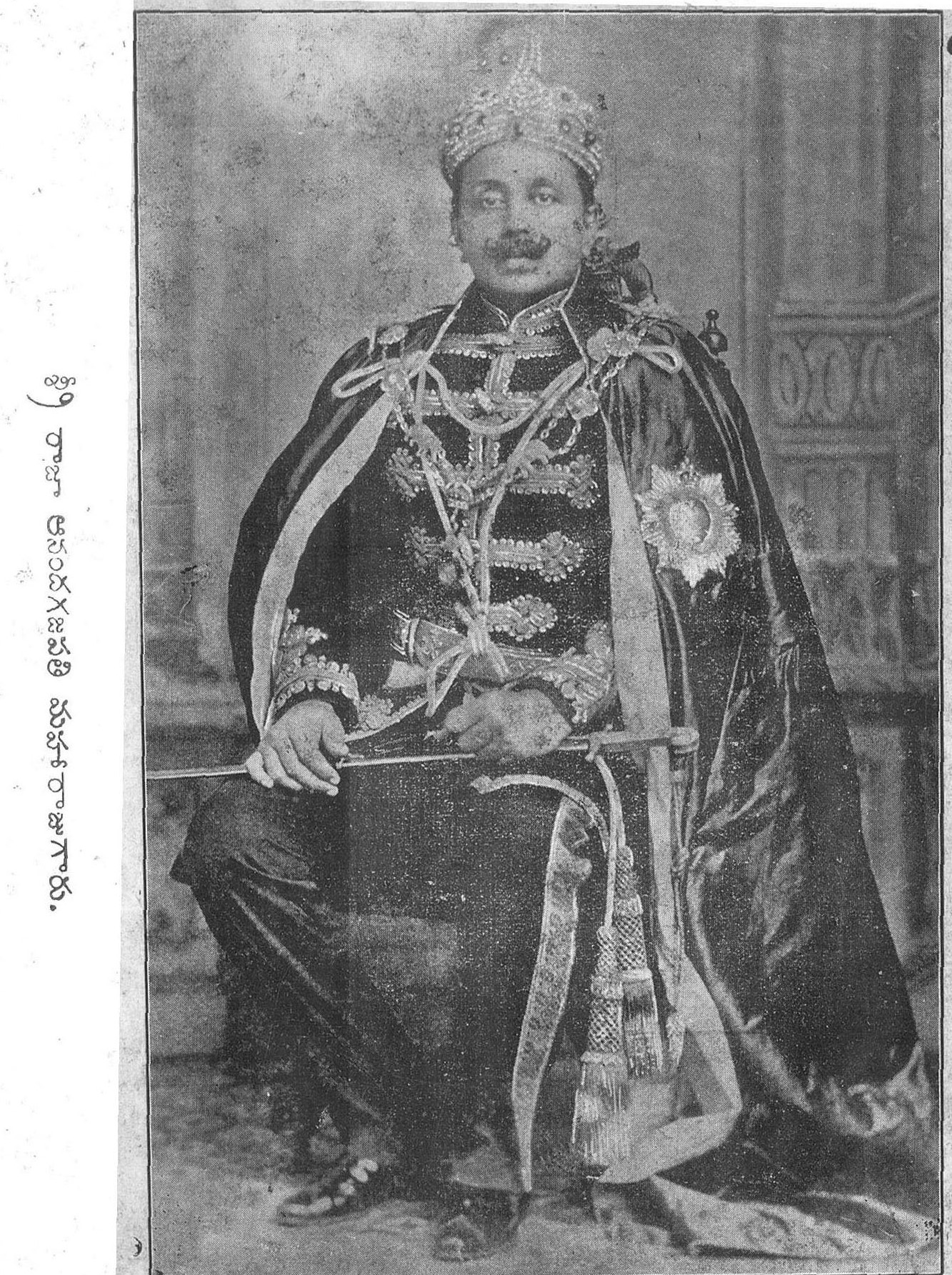
صورة أناندا جاجباتي راج، الذي تم على نفقته تجميع ثقافة أنانداراج

جمع القاموس محمد باداغاه، الملقب بـ "شاد"، ابن غلام محي الدين، المعروف باسم نسيم، أمير منشي (السكرتير الأول) للمهراجا أناند جاجاباتي راج، حاكم ولاية فيجاياناجارا في منطقة ديكان في الهند. وكان هدفه جمع عدة كتب معاجمية عربية وفارسية في مكان واحد بحيث يكون كتاب واحد كافيا للدارسين والدارسات للغة العربية والفارسية. لذلك، بالنسبة للمفردات العربية، اخترت هذه الكتب:
- منتهى الأرب في لغة العرب
- اختيار اللغة
- بصراحة
- جياس اللغويين
- قاموس الفرانج (ربما قاموس جونسون أو ستينغز)

وأما المصادر الفارسية فقد اختار لها هذه الكتب:
- مؤيد الفضلاء
- بهار عجم
- اختفاء اللغات
- قاموس جمعية الرأي الناصري
- دليل قاطع
- سبعة حمر
- اكتشاف اللغات
- شمس اللغات
- مصطلحات تقية